# Senoussi
Senoussi war eine Zigarettenmarke, die 1924 vom deutschen Zigarettenhersteller Reemtsma eingeführt und bis 2002 vertrieben wurde. Deutschland war der Hauptabsatzmarkt.
Es gab sie, bis auf einen kurzen Zeitraum in den 1950er Jahren, nur als filterlose Zigarette. Der Name und die Optik (eine Gruppe Araber im Burnus) stellten den Typ als Orientzigarette in den Fokus. Als 2002 EU-Verordnungen in Kraft traten, die die Höchstmengen an Nikotin und Teer weiter beschränkten, verschwand die Senoussi mit zahllosen anderen Orientzigaretten aus den Regalen in Europa. Zunächst wurde sie in einer 25er Blechpackung verkauft, ab den 1960er Jahren dann meist in einer 20er Papschachtel-Packung. Außerdem gab es, meist zur Weihnachtszeit, eine bedruckte 50er Blech-Geschenkpackung.
Enthielt die Senoussi kurz vor den 1990er Jahren noch 1,3 mg Nikotin und 22 mg Teer, war dieser Wert bei den letzten aus dem Jahr 2002 schon auf 1,0 mg Nikotin und 12 mg Teer herabgesetzt. Preislich war sie immer auf dem Niveau anderer Markenzigaretten. Eine Besonderheit war die Länge, die in etwa gleich mit denen von Filterzigaretten war, während die meisten anderen filterlosen Zigaretten deutlich kürzer waren.
Möglicherweise knüpft der Name der Zigarettenmarke an die libysche religiöse Bruderschaft der Senussi an.